# Norwegischer Fußballpokal der Männer 1991
Der norwegische Fußballpokal 1991 (kurz auch NM-Cup 1991 genannt) war die 86. Austragung des Fußballpokalwettbewerbs der Männer. Pokalsieger wurde Strømsgodset IF. Das Team setzte sich im Finale mit 3:2 gegen Titelverteidiger Rosenborg Trondheim durch. Durch den Sieg qualifizierte sich Strømsgodset für den Europapokal der Pokalsieger 1992/93.
In den ersten drei Runden wurde der Sieger bei einem Unentschieden nach Verlängerung im Elfmeterschießen ermittelt. Ab der vierten Runde kam es bei einem Remis zum Wiederholungsspiel.

## 1. Runde
| Datum      |                     | Ergebnis              |                     |
| ---------- | ------------------- | --------------------- | ------------------- |
| 29.05.1991 | Alvdal IL           | 2:3                   | Elverum FK          |
|            | Strømmen IF         | 6:1 n. V.             | Skotterud IL        |
|            | Nybergsund IL       | 0:2                   | Kongsvinger IL      |
|            | Faaberg IL          | 3:0                   | FK Gjøvik Lyn       |
|            | Ranheim IL          | 1:1 n. V. (2:4 i. E.) | Melhus IL           |
|            | KIL/Hemne FG        | 0:5                   | Rosenborg Trondheim |
|            | Heimdal FK          | 1:2 n. V.             | IL Stjørdals-Blink  |
|            | Clausenengen FK     | 2:1                   | Kristiansund FK     |
|            | Randaberg IL        | 0:3                   | Viking Stavanger    |
|            | Flekkefjord FK      | 0:3                   | Ålgård FK           |
|            | Bryne FK            | 3:0                   | Klepp IL            |
|            | Lyngbø SK           | 1:4                   | Stord IL            |
|            | Brann Bergen        | 4:0                   | Åsane IL            |
|            | Figgjo IL           | 1:2                   | Sandnes Ulf         |
|            | SK Haugar           | 4:1                   | SK Skjold           |
|            | Skjervøy IK         | 1:4                   | Tromsdalen UIL      |
|            | Grovfjord IL        | 3:2                   | FK Bodø/Glimt       |
|            | Grue IL             | 0:1                   | Lillestrøm SK       |
|            | Rakkestad IF        | 1:0                   | Fredrikstad FK      |
|            | FK Jerv             | 1:2                   | Vindbjart FK        |
|            | Kvinesdal IL        | 2:6 n. V.             | Start Kristiansand  |
|            | FK Tønsberg         | 1:4 n. V.             | IF Pors             |
|            | Fram Larvik         | 1:0                   | SBK Drafn           |
|            | Alta IF             | 2:1                   | Honningsvåg TIF     |
|            | Lyngen/Karnes IL    | 0:1                   | Tromsø IL           |
|            | IF Skarp            | 0:2                   | FK Mjølner          |
|            | FK Luna             | 4:2 n. V.             | Harstad IL          |
|            | Florø SK            | 1:6                   | Sogndal IL          |
|            | Løv-Ham IL          | 3:1                   | Vadmyra IL          |
|            | Hareid IL           | 1:3 n. V.             | IL Hødd             |
|            | Sunndal IL          | 5:1                   | Surnadal IL         |
|            | FK Narvik/Nor       | 0:0 n. V. (2:3 i. E.) | Svolvær IL          |
|            | Sandnessjøen IL     | 1:2                   | FK Fauske/Sprint    |
|            | IF Liv/Fossekallen  | 1:3                   | Strømsgodset IF     |
|            | Fram Skatval        | 1:2                   | Steinkjer FK        |
|            | SK Nessegutten      | 2:0                   | Nardo FK            |
|            | Eidsvold Turn       | 0:4                   | Ham-Kam             |
|            | Lørenskog IF        | 2:1                   | Bærum SK            |
|            | SK Sprint-Jeløy     | 2:4                   | Eik IF Tønsberg     |
|            | Langesund IF        | 2:1                   | FK Ørn              |
|            | Strindheim IL       | 3:3 n. V. (3:4 i. E.) | Namsos IL           |
|            | IL Stålkameratene   | 2:1                   | Brønnøysund IL      |
|            | Selbak TIF          | 0:4                   | Moss FK             |
|            | Ullern IF           | 2:1                   | Sørumsand IL        |
|            | Sarpsborg FK        | 3:1                   | Bjørkelangen SF     |
|            | Riska FK            | 0:1                   | SK Vard Haugesund   |
|            | Odda IL             | 0:3                   | SK Djerv 1919       |
|            | FBK Voss            | 0:4                   | Fyllingen IL        |
|            | Ny-Krohnborg IL     | 1:3                   | Fana IL             |
|            | Stryn TIL           | 2:3 n. V.             | Volda TI            |
|            | Stranda IL          | 0:1 n. V.             | Aalesunds FK        |
|            | Isfjorden IL        | 0:8                   | Molde FK            |
|            | Skarbøvik IF        | 0:3                   | Åndalsnes IF        |
|            | Stabæk IF           | 0:2                   | Skeid Oslo          |
|            | Mjøndalen IF        | 5:1                   | Odds BK             |
|            | Torp IF             | 2:4                   | Drøbak/Frogn IL     |
|            | Åssiden IF          | 0:1                   | Kjelsås IL          |
|            | SFK Lyn Oslo        | 6:1                   | Furuset IF          |
|            | Asker SK            | 1:4                   | SF Grei             |
|            | Sandefjord BK       | 3:1                   | Teie IF             |
|            | IL Bjarg            | 0:2                   | Os TF               |
| 30.05.1991 | SFK Mercantile Oslo | 0:4                   | Råde IL             |
| 02.06.1991 | Slemmestad IF       | 1:2                   | Vålerenga Oslo      |
| 03.06.1991 | Frigg Oslo FK       | 2:2 n. V. (5:3 i. E.) | Ski IL              |

## 2. Runde
| Datum      |                    | Ergebnis                |                     |
| ---------- | ------------------ | ----------------------- | ------------------- |
| 11.06.1991 | Sandnes Ulf        | 2:4                     | SK Haugar           |
|            | Namsos IL          | 2:1                     | IL Stålkameratene   |
| 12.06.1991 | Elverum FK         | 1:0 n. V.               | Strømmen IF         |
|            | Kongsvinger IL     | 7:1                     | Faaberg IL          |
|            | Melhus IL          | 0:6                     | Rosenborg Trondheim |
|            | IL Stjørdals-Blink | 2:0                     | Clausenengen FK     |
|            | Os TF              | 0:1                     | Viking Stavanger    |
|            | Ålgård FK          | 0:2                     | Bryne FK            |
|            | Stord IL           | 0:1                     | Brann Bergen        |
|            | Tromsdalen UIL     | 0:0 n. V. (3:5 i. E.)   | Grovfjord IL        |
|            | Lillestrøm SK      | 2:0                     | Rakkestad IF        |
|            | Vindbjart FK       | 0:8                     | Start Kristiansand  |
|            | IF Pors            | 2:0                     | Fram Larvik         |
|            | Alta IF            | 2:2 n. V. (11:12 i. E.) | Tromsø IL           |
|            | FK Mjølner         | 2:0                     | FK Luna             |
|            | Sogndal IL         | 4:0                     | Løv-Ham IL          |
|            | IL Hødd            | 5:1                     | Sunndal IL          |
|            | Svolvær IL         | 2:1 n. V.               | FK Fauske/Sprint    |
|            | Strømsgodset IF    | 1:1 n. V. (4:2 i. E.)   | Råde IL             |
|            | Steinkjer FK       | 2:0                     | SK Nessegutten      |
|            | Ham-Kam            | 5:0                     | Lørenskog IF        |
|            | Eik IF Tønsberg    | 7:0                     | Langesund IF        |
|            | Moss FK            | 3:0                     | Ullern IF           |
|            | Vålerenga Oslo     | 2:1                     | Sarpsborg FK        |
|            | SK Vard Haugesund  | 0:1                     | SK Djerv 1919       |
|            | Fyllingen IL       | 4:0                     | Fana IL             |
|            | Volda TI           | 0:2                     | Aalesunds FK        |
|            | Molde FK           | 3:1                     | Åndalsnes IF        |
|            | Skeid Oslo         | 0:1                     | Mjøndalen IF        |
|            | Drøbak/Frogn IL    | 4:2                     | Frigg Oslo FK       |
|            | Kjelsås IL         | 0:3                     | SFK Lyn Oslo        |
|            | SF Grei            | 5:0                     | Sandefjord BK       |

## 3. Runde
| Datum      |                     | Ergebnis              |                    |
| ---------- | ------------------- | --------------------- | ------------------ |
| 25.06.1991 | Moss FK             | 4:1                   | Vålerenga Oslo     |
| 26.06.1991 | Elverum FK          | 0:3                   | Kongsvinger IL     |
|            | Rosenborg Trondheim | 5:1                   | IL Stjørdals-Blink |
|            | Brann Bergen        | 6:2                   | SK Haugar          |
|            | Grovfjord IL        | 1:4                   | Lillestrøm SK      |
|            | Start Kristiansand  | 3:1                   | IF Pors            |
|            | Tromsø IL           | 1:0                   | FK Mjølner         |
|            | Sogndal IL          | 5:1                   | IL Hødd            |
|            | Svolvær IL          | 0:4                   | Strømsgodset IF    |
|            | Steinkjer FK        | 1:5                   | Ham-Kam            |
|            | Eik IF Tønsberg     | 5:0                   | Namsos IL          |
|            | SK Djerv 1919       | 0:1                   | Fyllingen IL       |
|            | Aalesunds FK        | 1:2                   | Molde FK           |
|            | Mjøndalen IF        | 1:1 n. V. (4:2 i. E.) | Drøbak/Frogn IL    |
|            | SFK Lyn Oslo        | 5:1                   | SF Grei            |
| 27.06.1991 | Viking Stavanger    | 3:1                   | Bryne FK           |

## 4. Runde
| Datum      |                  | Ergebnis  |                     |
| ---------- | ---------------- | --------- | ------------------- |
| 23.07.1991 | Mjøndalen IF     | 3:2       | SFK Lyn Oslo        |
| 24.07.1991 | Kongsvinger IL   | 4:4 n. V. | Rosenborg Trondheim |
|            | Viking Stavanger | 2:1       | Brann Bergen        |
|            | Lillestrøm SK    | 1:0 n. V. | Start Kristiansand  |
|            | Tromsø IL        | 3:2 n. V. | Sogndal IL          |
|            | Strømsgodset IF  | 4:3       | Ham-Kam             |
|            | Eik IF Tønsberg  | 2:1       | Moss FK             |
|            | Fyllingen IL     | 3:0       | Molde FK            |

### Wiederholungsspiel
| Datum      |                     | Ergebnis |                |
| ---------- | ------------------- | -------- | -------------- |
| 06.08.1991 | Rosenborg Trondheim | 1:0      | Kongsvinger IL |

## Viertelfinale
| Datum      |                     | Ergebnis  |                  |
| ---------- | ------------------- | --------- | ---------------- |
| 14.08.1991 | Rosenborg Trondheim | 3:2       | Viking Stavanger |
|            | Lillestrøm SK       | 2:1       | Tromsø IL        |
|            | Strømsgodset IF     | 2:1       | Eik IF Tønsberg  |
|            | Fyllingen IL        | 2:2 n. V. | Mjøndalen IF     |

### Wiederholungsspiel
| Datum      |              | Ergebnis  |              |
| ---------- | ------------ | --------- | ------------ |
| 21.08.1991 | Mjøndalen IF | 4:2 n. V. | Fyllingen IL |

## Halbfinale
| Datum      |                     | Ergebnis  |               |
| ---------- | ------------------- | --------- | ------------- |
| 14.09.1991 | Rosenborg Trondheim | 3:1 n. V. | Lillestrøm SK |
| 15.09.1991 | Strømsgodset IF     | 2:0       | Mjøndalen IF  |

## Finale
| Strømsgodset IF                             | Strømsgodset IF | Rosenborg Trondheim | Rosenborg Trondheim |
| ------------------------------------------- | --- | --- | ------------------- |
| Strømsgodset IF                             | \| Finale \| \| 20. Oktober 1991 in Oslo (Ullevaal-Stadion) \| \| Ergebnis: 3:2 (2:1) \| \| Zuschauer: 27.240 \| \| Schiedsrichter: Roy Helge Olsen \| \| Spielbericht \|                                                                              | \| Finale \| \| 20. Oktober 1991 in Oslo (Ullevaal-Stadion) \| \| Ergebnis: 3:2 (2:1) \| \| Zuschauer: 27.240 \| \| Schiedsrichter: Roy Helge Olsen \| \| Spielbericht \|                                                          | Rosenborg Trondheim |
| Strømsgodset IF                             | Frode Olsen – Vegard Hansen, Frode Johannessen, Arne Erlandsen, Jan Wendelborg – Glenn Knutsen, Trond Nordeide (75. Juro Kuvicek), Geir Andersen, Halvor Storskogen, Odd Johnsen (90. Arne Gustavsen) – Kenneth Nysæther Cheftrainer: Tor Røste Fossen | Ola By Rise – Øivind Husby, Bjørn Otto Bragstad, Rune Tangen, Trond Henriksen – Kåre Ingebrigtsen, Stig Are Enlid (78. Hugo Hansen), Bent Skammelsrud – Karl-Petter Løken, Gøran Sørloth, Roar Strand Cheftrainer: Nils Arne Eggen | Rosenborg Trondheim |
| Strømsgodset IF                             | 1:1 Odd Johnsen (14.) 2:1 Odd Johnsen (28.) 3:1 Trond Nordeide (70.) | 0:1 Karl-Petter Løken (3.) 3:2 Gøran Sørloth (72.) | Rosenborg Trondheim |
| Strømsgodset IF                             | Kenneth Nysæther, Odd Johnsen | Gøran Sørloth, Rune Tangen | Rosenborg Trondheim |
| Finale                                      | | |                     |
| 20. Oktober 1991 in Oslo (Ullevaal-Stadion) | | |                     |
| Ergebnis: 3:2 (2:1)                         | | |                     |
| Zuschauer: 27.240                           | | |                     |
| Schiedsrichter: Roy Helge Olsen             | | |                     |
| Spielbericht                                | | |                     |